# Полезіне-Цибелло
Полезіне-Цибелло (італ. Polesine Zibello) — муніципалітет в Італії, у регіоні Емілія-Романья, провінція Парма. Муніципалітет утворено 2016 року шляхом об'єднання муніципалітетів Полезіне-Парменсе та Цибелло.
Полезіне-Цибелло розташоване на відстані близько 400 км на північний захід від Рима, 115 км на північний захід від Болоньї, 32 км на північний захід від Парми.
Населення — 3265 осіб (2014).

## Демографія
Населення за роками:

## Сусідні муніципалітети
- Буссето
- Станьо-Ломбардо
- Вілланова-сулл'Арда
- П'єве-д'Ольмі
- Роккаб'янка
- Сан-Данієле-По
- Соранья